# Nils Berner Sørensen
Niels Berner Sørensen, född 14 juli 1774 i Kristiansand, död 19 juni 1857 i Kristiania, var en norsk läkare.
Sørensen blev student 1790, candidatus medicinæ 1800, tog 1804 doktorsgraden på Dissertatio inauguralis anatomica sistens neurologiam narium internarum och blev 1807 landfysikus i Jarlsberg og Larvik amt, varifrån han 1809 förflyttades i samma egenskap till Bratsberg amt; här verkade han vid sjukhuset i Skien.
År 1814 blev Sørensen professor vid det nygrundade Kristiania universitet och verkade som sådan till 1840. Vid sidan av sin betydande föreläsningsverksamhet, som omfattade alla grenar av läkevetenskapen, var han från 1826 överläkare vid Rikshospitalets medicinska avdelning från dess inrättande. Hans fåtaliga litterära arbeten behandlar syfilis och lepra.